# Maxmilián Icha
Maxmilián Icha (12. září 1915 – 12. prosince 1974) byl český a československý politik Komunistické strany Československa a poúnorový poslanec Národního shromáždění ČSSR, Sněmovny lidu Federálního shromáždění a České národní rady.

## Biografie
Ve volbách roku 1964 byl zvolen za KSČ do Národního shromáždění ČSSR za Severomoravský kraj. V Národním shromáždění zasedal až do konce volebního období parlamentu v roce 1968.
K roku 1968 se profesně uvádí jako inspekční elektrikář z obvodu Ostrava-Zábřeh.
Po federalizaci Československa usedl roku 1969 do Sněmovny lidu Federálního shromáždění (volební obvod Ostrava-Zábřeh), kde setrval do prosince 1970, kdy rezignoval na poslanecký mandát. Ve stejné době zasedal i v České národní radě.